# Așteptând în Ghermana
Așteptând în Ghermana (1993) este un roman cyberpunk scris de Dănuț Ungureanu.
Romanul s-a aflat în topul celor mai bine vândute cărți Nemira, alaturi de Horia-Roman Patapievici, Petre Țuțea, Nicu Covaci, Rodica-Ojog Brasoveanu și Ioan Petru Culianu.

## Cadru
Omenirea a supraviețuit unui război mondial devastator ale cărui ecouri încă se mai păstrează sub formă de legende. Oamenii trăiesc acum într-un uriaș megalopolis, în câteva colonii spațiale și în Lumea Mică din afara orașului, în care singura lege este "trăiește după placul inimii".
Aglomerarea urbană cuprinde o serie de locații: Ghermana, Mauin, Talid, Maetzig, Cristal City, fiecare cu specificul său. Populația este obsedată de sex, droguri și muzică rock, iar polițiile, tot mai numeroase (Cocoon, Nuttmann, IULI, Pozi jun) se războiesc între ele. 

## Intriga
Gene Yablonski, polițist în cadrul Cocoon, este prins într-un schimb de focuri dintre două grupuri rivale. Unul dintre grupuri pare a face parte din Grumazu' Grunjos, pe care Gene îl urmărește demult. Din celălalt grup Gene găsește o victimă, pe nume Nkono, care, înainte de a muri, i-a înmânat un obiect misterios copilului Julio.
Gene vrea să dea de urma copilului, dar constată că este urmărit de celelalte poliții. În același timp, viitorul lui în Cocoon devine nesigur, din cauza intervenției consilierului La Farge. Colegul lui Gene, Ruudek, se infiltrează în rândul membrilor Grumazului Grunjos, căutând să afle informații și să lanseze zvonuri care să destabilizeze gruparea, în timp ce acesta caută să ajungă în vârful ierarhiei, prin intermediul prietenului său Abdul Rahman.
Ruudek este omorât într-un atentat din care Gene scapă în mod miraculos, eveniment care îl face să ceară eliberarea lui din rândul poliției. Pornit de unul singur în căutarea lui Julio, află că băiatul a primit de la Nkono o hartă tridimensională care poate fi de mare folos omenirii, hartă pe care o vânează și membrii Grumazului Grunjos.
În cele din urmă, Gene este prins de grupare și omorât, moment în care descoperă că el este, practic, nemuritor, fiind rezultatul unui experiment genetic care a avut loc după război. Întregul complot se dovedește a fi orchestrat de Grumazu' Grunjos, printre ai cărui membri se numărau La Farge și conducerea poliției Cocoon.

## Ediții
- 1993 - editura Nemira, colecția "Nautilus", nr. 22, 192 pag., ISBN 973-9144-71-3
- 2010 - Eagle Publishing House, proiectul Integrala science-fiction-ului românesc - Seniorii imaginației[2], 174 pag., ISBN 978-606-92321-0-1
- 2013 - editura Nemira, colecția "Nautilus", 288 pag., ISBN 978-606-579-695-9